# تپه دوین (شیروان)
تپه دوین مربوط به دوران پیش از تاریخ ایران باستان است و در شهرستان شیروان، بخش مرکزی، ‌‌دوین (شیروان) واقع شده و این اثر در تاریخ ۱۰ مهر ۱۳۸۰ با شمارهٔ ثبت ۴۰۲۹ به‌عنوان یکی از آثار ملی ایران به ثبت رسیده است.